# Филигеду (Сасари)
Филигеду је насеље у Италији у округу Сасари, региону Сардинија.
Према процени из 2011. у насељу је живело 163 становника. Насеље се налази на надморској висини од 368 м.